# Jesper Fabricius
Jesper Fabricius (født 3. august 1957 i Rudkøbing) er en dansk billedkunstner, filmskaber og forlægger, der bor og arbejder i København. Han er uddannet filmklipper fra Den Danske Filmskole, 1987-91, og er ellers autodidakt. Han driver forlaget Space Poetry og udgiver sammen med kollegerne Jesper Rasmussen og Åse Eg Jørgensen kunsttidsskriftet Pist Protta.

## Praksis
Fabricius har i en lang årrække produceret tryksager, udstillinger og filmer. Som kunstner arbejder han på tværs af medier som maleri, fotografi, tegning, collage, kunstnerbøger, installation og readymade. Fokus i hans arbejde ligger i "tværæstetiske undersøgelser af genstande og deres betydning, af forholdet mellem tekst og billede og mellem fiktion og realisme".

### Bøger i udvalg
- Dialogue avec le Visible (Lubok Verlag, Leipzig, 2018)
- Het Andre Behr Pamflet 22 (Boekie Woekie Publishing, Amsterdam, 2012)
- Kunsthæfte nr. 13 (Space Poetry, København, 2007)
- Kunsthæfte nr. 1 (Space Poetry, København, 1998)
- Malere maler malerier (1988)

### Film i udvalg
- Sproget er det hus vi bor i, 2002
- Landsbykirker, 1999
- Arkitektur, 1999
- Secession, 1996
- Donkey Crazy, 1987

### Udstillinger i udvalg
- "En anden verden med endnu uløste problemer", Galleri Tom Christoffersen, København, 2021 (separat)
- "Museum Pist Protta", Charlottenborg, København, 2016
- "Sometimes I feel happy", Overgaden, København, 2001 (separat)
- "Er du ikke bange for hippier", Galleri Høgsberg, Århus, 1996 (separat)
- Galleri Kongo, København, 1985 (separat)